# Старий Ермітаж
 Старий Ермітаж — одне з приміщень музею Ермітаж фасадом на річку Неву поряд з будівлею Малого Ермітажу. Вибудовано в одну лінію з фасадом Зимового палацу, але в стилі стриманого класицизму кінця 18 століття.

## Історія
Швидке зростання мистецьких колекцій імператриці Катерини II призвело до рішення побудувати для них нове і велике приміщення. Ним і став теперішній Старий Ермітаж, який довгий час називали Великим Ермітажем, бо він стояв поряд з корпусом і павільйонами Малого.
Великий Ермітаж вибудували за проектом архітектора Юрія Фельтена, що походив з петербурзьких німців. Приміщення будували частинами майже 17 років, адже постійно виникали реконструкції і перебудови. Попри розміщення витворів мистецтва корпус Великого Ермітажу постійно використовували під розміщення державних установ Російської імперії і навіть для житла вельможних гостей. Саме тут працювала так звана Державна Рада і Комітет міністрів в 19 столітті. Пізніше їх перевели в інші будівлі.
Незвичною до Великого Ермітажу була добудова так званих Лоджій Рафаеля, коли імператриця забажала мати точну копію уславлених галерей, створених Рафаелем Санті в Ватикані. Галерею-копію будував архітектор Джакомо Кваренгі. Її головний фасад виходить на Зимову канавку.

## Знищення бібліотеки Вольтера

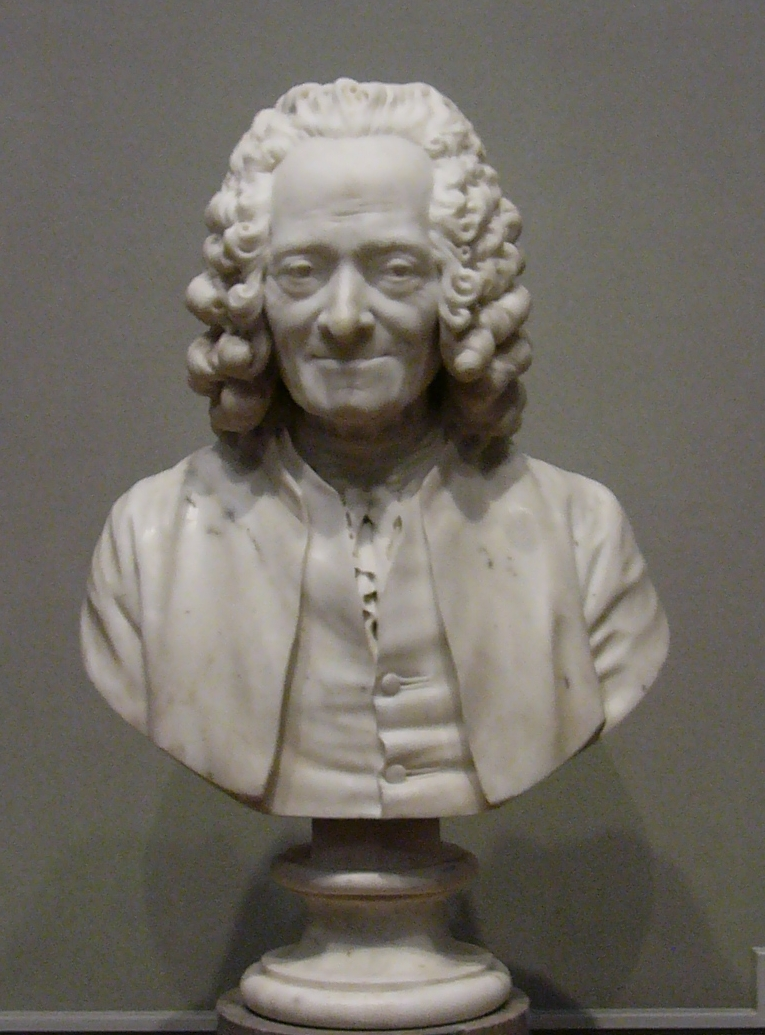
Гудон, погруддя Вольтера, Вашінгтон.

На першому поверсі Великого Ермітажу була розміщена і бібліотека письменника з Франції 18 століття Вольтера, яку придбала Катерина II після його смерті у 1779 р. Страшне розчарування в ідеях доби Просвітництва і в авторитеті Вольтера спонукало імператрицю, перелякану терором Французької революції, на відчайдушний крок. Спочатку вона заборонила доступ до бібліотеки Вольтера, а пізніше її фонди були розпорошені для повного зникнення бібліотеки як історичної колекції.

## Старий Ермітаж в 20 столітті

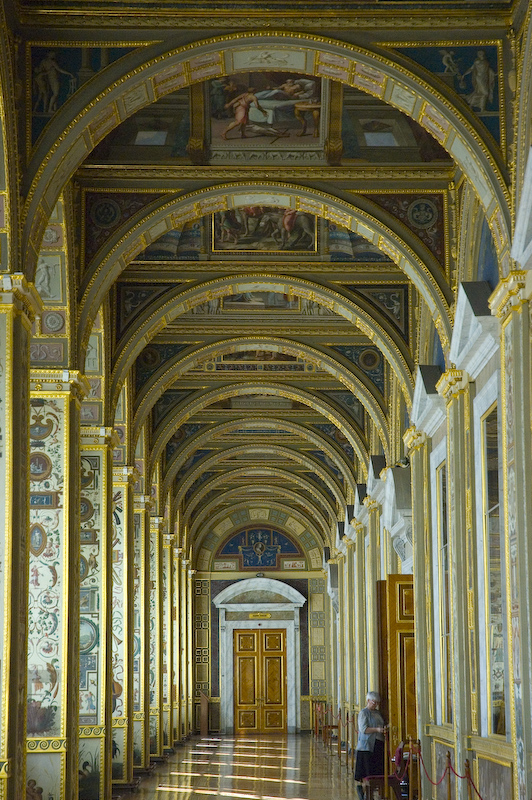
Галерея-копія Лоджій Рафаеля.

Великий Ермітаж перейменували в Старий в 19 столітті після побудови поряд корпусів так званого Нового Ермітажу за проектом архітектора Лео Кленце.
В 20 столітті пройшло повне пристосування залів Старого Ермітажу під вимоги музею зі збереженням декору інтер'єрів. Саме тут розмістили витвори мистецтва Італії 12-18 століть, в тому числі
- картини Леонардо да Вінчі
- картини учнів Леонардо (Джампетріно, Франческо Мельці, Чезаре да Сесто)
- полотна майстрів маньєризму (величезний за розмірами картон Джуліо Романо, Россо, Прокаччіні, Парміджаніно, Андреа дель Сарто)
- картини венеційської школи (Джорджоне, Веронезе, Тиціан, Тінторетто, єдина зі скульптур Мікеланджело, невелика кількість італійських фресок, італійські меблі, гобелени, майоліка, бронза.

Лоджії Рафаеля використовують для показу медальєрного мистецтва, де експоновані і твори Бенвенуто Челліні.

## Галерея

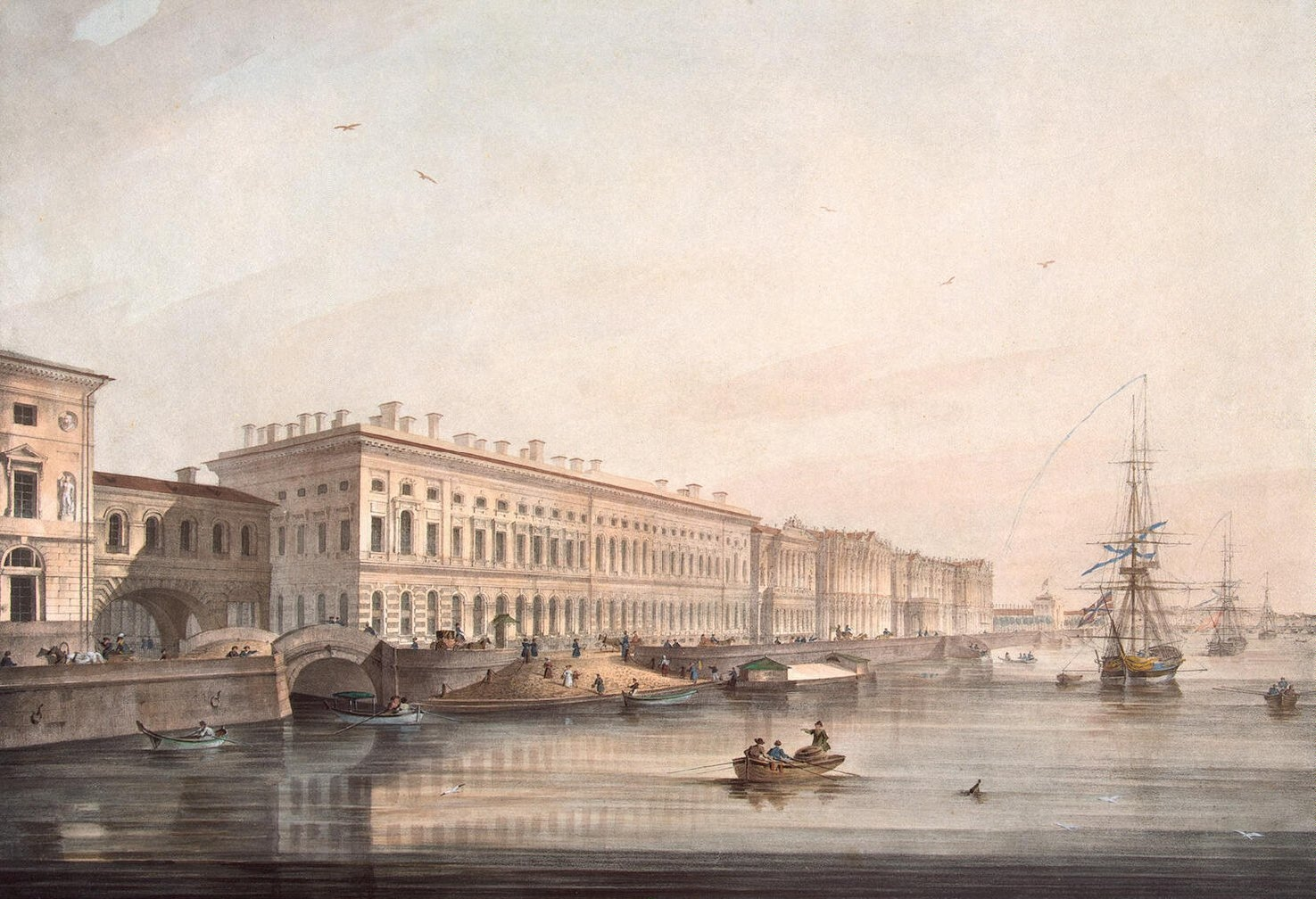
Старий Ермітаж. Акварель Беггрова.
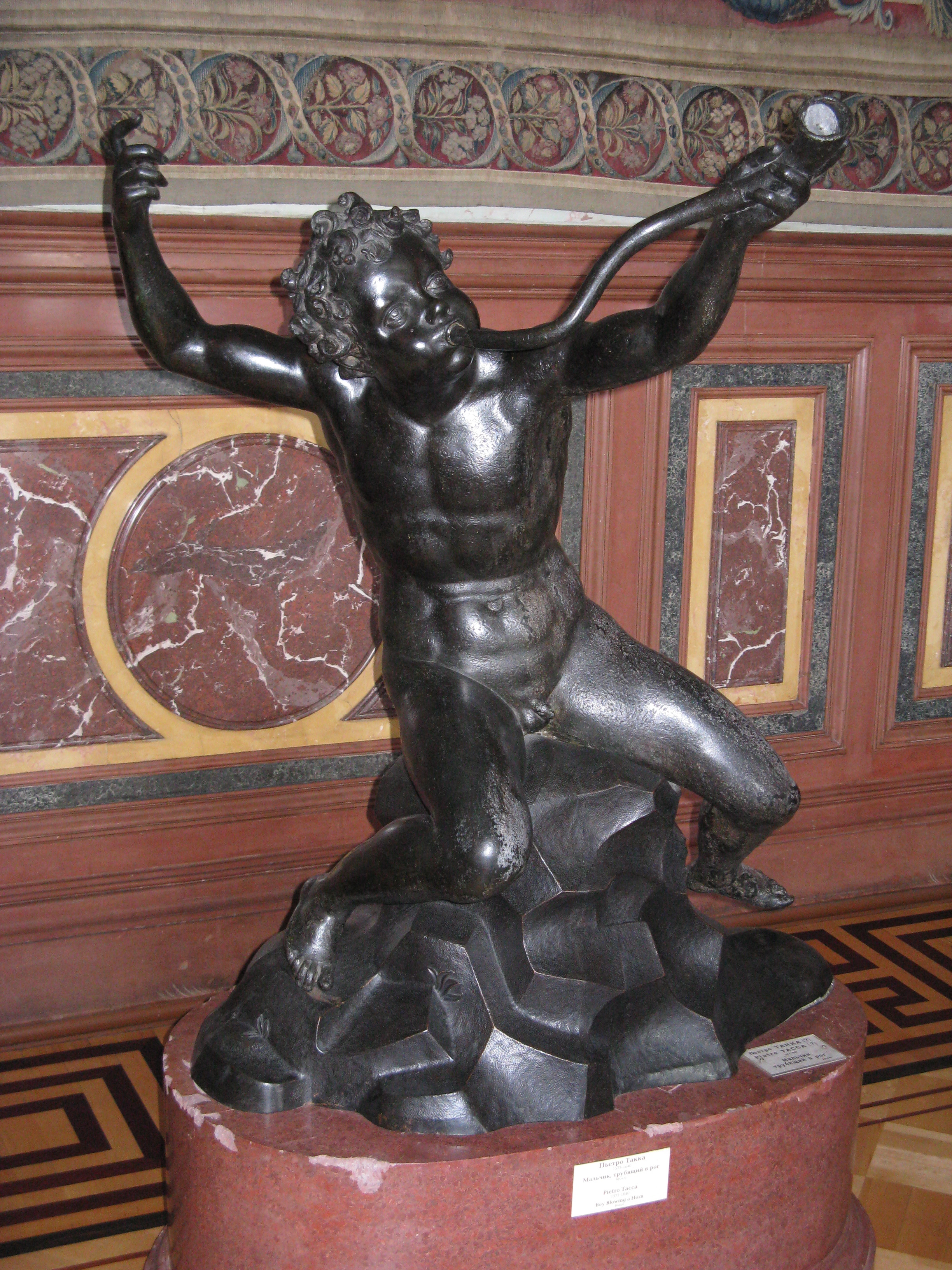
Скульптор П'єтро Такка, Хлопчик з дудкою, скульптура для фонтану.